# فريتز هاينيمان (نحات)
فريتز هاينيمان (بالألمانية: Fritz Heinemann)‏ هو نحات ألماني، ولد في 1864 في آلتنا في ألمانيا، وتوفي في 1 ديسمبر 1932 في برلين في ألمانيا.